# Tom, champion du stade
Pour les articles homonymes, voir Brown of Harvard.
Pour plus de détails, voir Fiche technique et Distribution.
Tom, champion du stade (Brown of Harvard) est un film américain réalisé par Jack Conway, sorti en 1926.

## Synopsis
Tom Brown, un beau jeune homme avec une réputation de Don Juan, devient vite populaire à Harvard, mais se retrouve en compétition avec Bob McAndrews, un garçon réservé, pour gagner le cœur de Mary Abbott, la fille d'un des professeurs.

## Fiche technique
- Titre original : Brown of Harvard

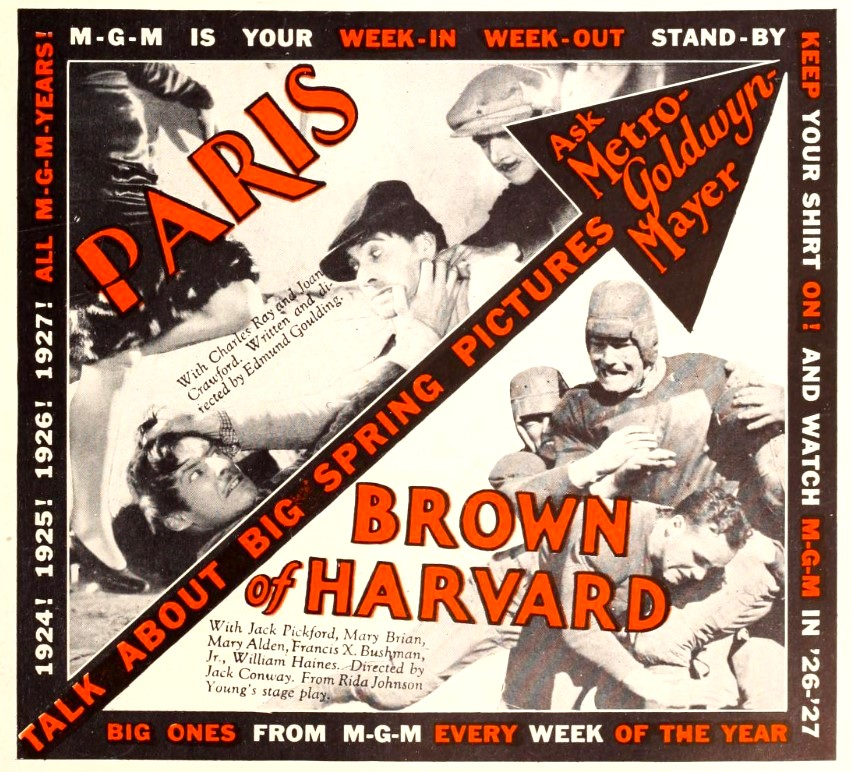
Annonce pour le film dans Motion Picture News.

- Titre français : Tom, champion du stade
- Réalisation : Jack Conway
- Scénario : A. P. Younger, d'après la pièce Brown of Harvard de Rida Johnson Young et le roman de même titre de Gilbert P. Coleman et Rida Johnson Young
- Adaptation : Donald Ogden Stewart
- Intertitres : Joseph Farnham
- Direction artistique : Cedric Gibbons, A. Arnold Gillespie
- Décors : Chef décorateur
- Costumes : Kathleen Kay, Maude Marsh
- Photographie : Ira H. Morgan
- Montage : Frank Davis
- Production : Harry Rapf, Irving Thalberg
- Société de production : Metro-Goldwyn-Mayer
- Société de distribution : Metro-Goldwyn-Mayer
- Pays d'origine :  États-Unis
- Langue originale : anglais
- Format : noir et blanc — 35 mm — 1,37:1 — Film muet
- Genre : Comédie dramatique
- Durée : 85 minutes
- Dates de sortie :
  - États-Unis :2 mai 1926

## Distribution
- William Haines : Tom Brown
- Jack Pickford : Jim Doolittle
- Mary Brian : Mary Abbott
- Ralph Bushman : Bob McAndrew
- Mary Alden : Mme Brown
- David Torrence : M. Brown
- Edward Connelly : M. Abbott
- Guinn Williams : Hal Walters
- Donald Reed : Reggie Smythe
- John Wayne : un joueur de l'équipe de Yale (non crédité)

## Autour du film
- C'est le premier film de John Wayne